# Naktuz

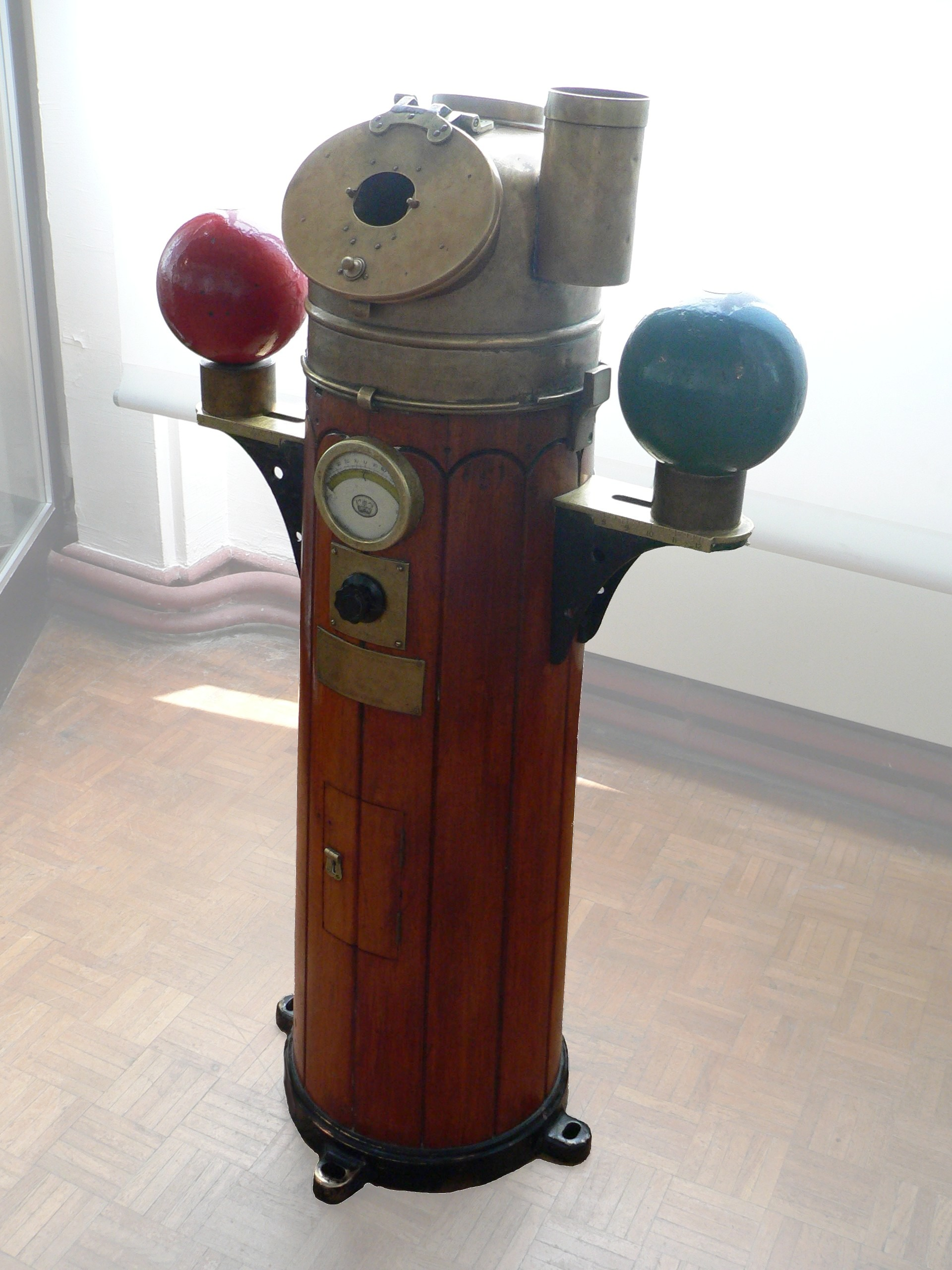
Naktuz, widoczne kule, będące częścią układu kompensującego dewiację

Naktuz – podstawa kompasu okrętowego w postaci wąskiej szafki. Naktuz posiada szereg urządzeń pomagających w korzystaniu z kompasu, takich jak: korektory magnetyczne (dodatkowe przestawne magnesy niwelujące dewiację (wpływ pola magnetycznego statku), mechanizm zawieszenia kompasu utrzymujący go w poziomie oraz oświetlenie.
Naktuz był instalowany przed stanowiskiem sternika (kompas sterowy) oraz w miejscu, umożliwiającym użycie kompasu do namierzania. Obecnie, gdy na statkach kompas magnetyczny jest urządzeniem zapasowym, instaluje się najczęściej tylko jeden, na pokładzie namiarowym. Wskazania dla sternika przekazywane są przez układ luster (peryskop) lub elektronicznie.